# Ла-Юнта
Ла-Юнта (ісп. La Yunta) — муніципалітет в Іспанії, у складі автономної спільноти Кастилія-Ла-Манча, у провінції Гвадалахара. Населення — 123 особи (2010).
Муніципалітет розташований на відстані близько 140 км на схід від Мадрида, 95 км на схід від Гвадалахари.

## Демографія
Динаміка населення (INE ):

## Галерея зображень

Розташування муніципалітету у провінції Гвадалахара